# Духовен зов
„Духовен зов“ с подзаглавие Периодичен лист за църковно-обществена и духовна просвета е български вестник, излизал от 1938 до 1944 година в Гара Пирин, България.
Представлява местен религиозен вестник, който стои на националистически позиции. Печата се в печатница „Камен дял“ в София в тираж 1000 броя. Вестникът се урежда от свещениците Димитър Попов и М. Тодорчев.
| Годишнина | Броеве       | Дата                                |
| --------- | ------------ | ----------------------------------- |
| I         | 1 – 3        | април 1938 – ноември 1938           |
| II        | 4 – 9        | януари 1939 – 4 декември 1939       |
| III       | 10 – 14      | 18 март 1940 – 20 ноември 1940      |
| IV        | 14 [15] – 18 | 6 януари 1941 – 1 юни 1941          |
| V         | 19 – 20      | 22 март 1942 – 24 май 1942          |
| VI        | 1 – 10       | 1 септември 1942 – 12 февруари 1943 |
| VII       | 5 – 6        | 51 август 1944 – 1 септември 1944   |

За VII годишнина, броеве от 1 до 4 липсват сведения. От IV 17 подзаглавието на вестника е Месечно издание за църковно-обществена и национална просвета. След това подзаглавието се променя последователно от V 20 на Вестник за църковно-обществена и национална просвета, от VI 1 на Двуседмичник за църковно-обществена и национална просвета, от VI 4 -5 на Двуседмичник за църковно-обществена просвета и от VI 8 – 9 на Вестник за църковно-народен подем. Редактор на вестника от II 8 е свещеник Димитър Попов с редакционен комитет, съставен от Попов, Тодорчев и Ив. Шивачев. От II 9 редактори са свещеник Димитър Попов и свещеник М. Тодорчев. От V 19 редактор отново е само Попов. От V 20 редактори са Попов и свещеник Витан Кечев. От VI 1 пръв редактор е Попов, а главен редактор е Кечев. От VII 5 Попов е директор на вестника, а свещеник В. Кечев е главен редактор. Вестникът се печата в печатници „Художник“, „Книпеграф“, „Нова Камбана“ и „Братя Миладинови“. Изданията от II 4 и VI 8 – 9 излизат с приложения.